# Ursula Gather

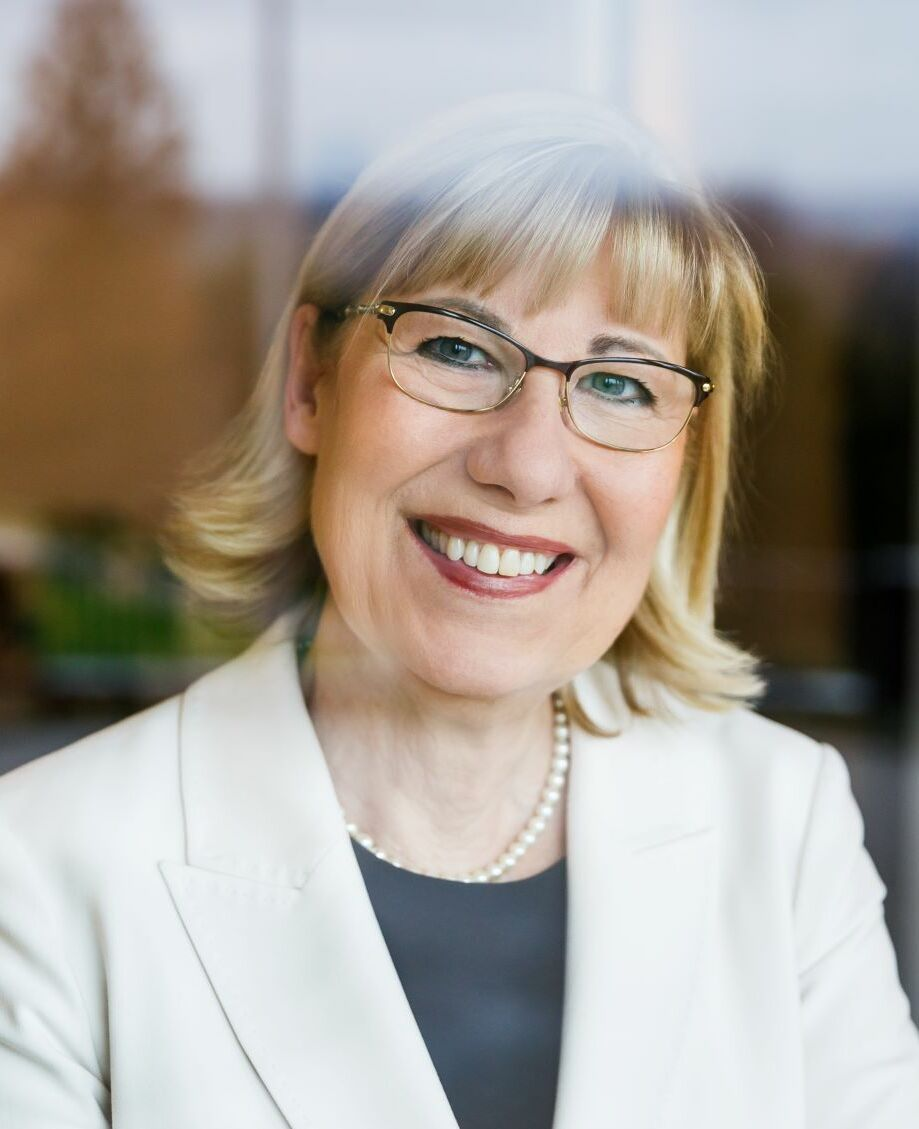
Ursula Gather (2020)

Ursula Gather (* 28. April 1953 in Mönchengladbach) ist eine deutsche Statistikerin und emeritierte Professorin für Mathematische Statistik und industrielle Anwendungen. Sie war von 2008 bis 2020 Rektorin der Technischen Universität Dortmund. Seit 2013 ist Gather Kuratoriumsvorsitzende der Alfried Krupp von Bohlen und Halbach-Stiftung.

## Leben

### Herkunft und Ausbildung
Gather erlangte 1971 das Abitur und schloss 1976 das Studium der Mathematik an der RWTH Aachen ab. Während des Studiums war sie Stipendiatin des Cusanuswerks. Von Juni 1976 bis September 1986 war Gather an der RWTH Aachen als wissenschaftliche Assistentin am Institut für Statistik und Wirtschaftsmathematik tätig. Ihre Dissertation über Ausreißertests und Ausreißeranfälligkeit von Wahrscheinlichkeitsverteilungen vollendete sie 1979 und habilitierte sich 1984.

### Berufliche Laufbahn
In der Zeit von August 1985 bis Mai 1986 war Gather als Professorin im Department of Statistics and Actuarial Science der University of Iowa tätig. Im Oktober 1986 erhielt sie den Ruf an die Fakultät Statistik der Universität Dortmund. Dort war sie bis zum Jahr 2008 Inhaberin des Lehrstuhls Mathematische Statistik und industrielle Anwendungen.
Gather hatte mehrere internationale Gastprofessuren inne, unter anderem an der Yale University, an der Universität Lille I und an der La Trobe University in Melbourne. Sie war Prorektorin, Senatsmitglied und Dekanin, bevor sie am 30. Mai 2008 vom Hochschulrat zur Rektorin der Technischen Universität Dortmund gewählt und vom Senat bestätigt wurde. Diese Funktion nahm sie vom 1. September 2008 bis zum 31. August 2020 wahr. 
In vielen Funktionen engagiert sich Gather im Wissenschaftsmanagement: Von 1996 bis 2002 wurde sie in den Wissenschaftlich-Technischen Ausschuss des Aufsichtsrats am Forschungszentrum Jülich berufen. Acht Jahre war sie Mitglied im Vorstand der Deutschen Statistischen Gesellschaft (2000 bis 2008). Vier Jahre lang übernahm sie die Funktion der DFG-Vertrauensdozentin an der Technischen Universität Dortmund. Von 2005 bis 2008 war sie Treasurer der Bernoulli Society und von 2007 bis 2011 Mitglied im Council des International Statistical Institutes. Ferner hatte sie von 2008 bis 2012 das Amt der Vorsitzenden des DFG-Fachkollegiums Mathematik inne. Sie ist Vorsitzende des Fördervereins des Mathematischen Forschungsinstituts Oberwolfach. Von 2007 bis 2012 war Gather stellvertretende Vorsitzende des Senats des Deutschen Zentrums für Luft- und Raumfahrt (DLR). Die DFG berief Ursula Gather 2009 in die Arbeitsgruppe „Forschungsorientierte Gleichstellungsstandards“. Seit Juni 2010 ist sie Mitglied der Deutschen Akademie für Technikwissenschaften (acatech), 2014 wurde sie ins Präsidium der acatech und im März 2023 zur acatech-Vizepräsidentin gewählt. Von 2016 bis März 2018 war sie gewähltes Mitglied im Kuratorium des Deutschen Akademischen Austauschdienstes (DAAD). Darüber hinaus war sie von 2016 bis 2024 ad personam Mitglied im Senat der Nationalen Akademie der Wissenschaften Leopoldina. Seit April 2025 ist sie Mitglied des Stiftungsrats der Stiftung Internationaler Karlspreis zu Aachen. und seit November 2021 Mitglied im Beirat der E.ON Stiftung gGmbH.
Im Oktober 2010 wurde sie zur Vorsitzenden der Landesrektorenkonferenz (LRK) der Universitäten in NRW gewählt. Sie wurde 2012 und 2014 wiedergewählt. Von Oktober 2015 bis September 2018 war sie stellvertretende Vorsitzende der LRK.
Im Jahr 2011 wurde Gather in das Kuratorium der Alfried Krupp von Bohlen und Halbach-Stiftung berufen. Seit dem 1. Oktober 2013 ist sie als Nachfolgerin von Berthold Beitz Kuratoriumsvorsitzende der Stiftung und damit wichtigste Aktionärsvertreterin beim Industriekonzern Thyssenkrupp. In dieser Funktion geriet sie im Jahr 2018 im Zusammenhang mit dem Rücktritt des damaligen Vorstandsvorsitzenden Heinrich Hiesinger in heftige Kritik von Mitarbeitern von Thyssenkrupp. Gather wies die gegen sie erhobenen Vorwürfe zurück.
Von 2014 bis 2024 war sie Mitglied des Aufsichtsrats des Rückversicherers Münchener Rück.
2017 gehörte Gather der 16. Bundesversammlung als Vertreterin des Landtags von Nordrhein-Westfalen an.

### Persönliches
Gather ist verheiratet und Mutter von zwei Söhnen, einer davon ist Schauspieler Milan Gather.

## Weitere Mitgliedschaften
Seit Mai 2010 ist Gather, nach Nominierung durch die Deutsche Akademie der Technikwissenschaften, die Deutsche Forschungsgemeinschaft, die Volkswagenstiftung und die Hochschulrektorenkonferenz, Mitglied von AcademiaNet.

## Auszeichnungen
Die Bundesministerin für Bildung und Forschung, Johanna Wanka, berief Gather im Februar 2015 in das Hightech-Forum, einen Beraterkreis zur Begleitung der Umsetzung und Weiterentwicklung der Hightech-Strategie der Bundesregierung.
- 2018: Bundesverdienstkreuz am Bande[17]
- 2018: Preisträgerin des Cityrings Dortmund[18]
- 2015: Ehrendoktorwürde der Technischen Universität Łódź[19]
- 2014: Bürgerin des Ruhrgebiets
- 2013: Robustness and Complex Data Structures: Festschrift in Honour of Ursula Gather[20]
- 2001: IREX-Award, verliehen vom Australian Research Council
- 1987: Alfried Krupp-Förderpreis für junge Hochschullehrer
- 1980: Borchers-Plakette der RWTH Aachen für ausgezeichnete Dissertationen
- 1976: Springorum-Denkmünze der RWTH Aachen für ausgezeichnete Abschlussarbeiten

## Werke (Auswahl)
- Über Ausreißertests und Ausreißeranfälligkeit von Wahrscheinlichkeitsverteilungen. Technische Hochschule Aachen, 1979.
- Tests und Schätzungen in Ausreißermodellen. Technische Hochschule Aachen, 1984.
- mit Udo Kamps, Nicole Schweitzer: Characterizations of distributions via identically distributed functions of order statistics. Universität Dortmund, 1995.
- mit Schettlinger, K, Fried, R: Real Time Signal Processing by Adaptive Repeated Median Filters. In: International Journal of Adaptive Control and Signal Processing 24, 2010. S. 346–362.
- mit Fried, R., Einbeck, J.: Weighted Repeated Median Smoothing and Filtering. In: Journal of the American Statistical Association 102, 2007. S. 1300–1308.
- mit Davies, P. L.: Breakdown and Groups with discussion and rejoinder. In: The Annals of Statistics 33, 2002. S. 977–1035.
- mit Hilker, T.: A Note on Tyler’s Modification of the MAD for the Stahel-Donoho Estimator. In: The Annals of Statistics 25, 1997. S. 2024–2026.
- mit Davies, P. L.: The Identification of Multiple Outliers (with discussion and rejoinder). In: Journal of the American Statistical Association 88, 1993. S. 782–792.
- Gelper, S. et al.: Robust Online Scale Estimation in Time Series: A Model-Free Approach. In: Journal of Statistical Planning and Inference 139, 2009. S. 335–349.
- mit Busch, A.: Spectral Change Detection for Deep-Hole Drilling. In: Statistics and its Interface 1, 2008. S. 115–123.
- mit Davies, P. L.: Addendum to the discussion of „Breakdown and Groups“. In: The Annals of Statistics 34, 2006. S. 1577–1579.
- mit Imhoff, M., Fried, R.: Graphical Models for Multivariate Time Series from Intensive Care Monitoring. In: Statistics in Medicine 21, 2001. S. 2685–2701.
- mit Tomkins, J.: On Stability of Intermediate Order Statistics. In: Journal of Statistical Planning and Inference 45, 1995. S. 175–183.